# 片島港

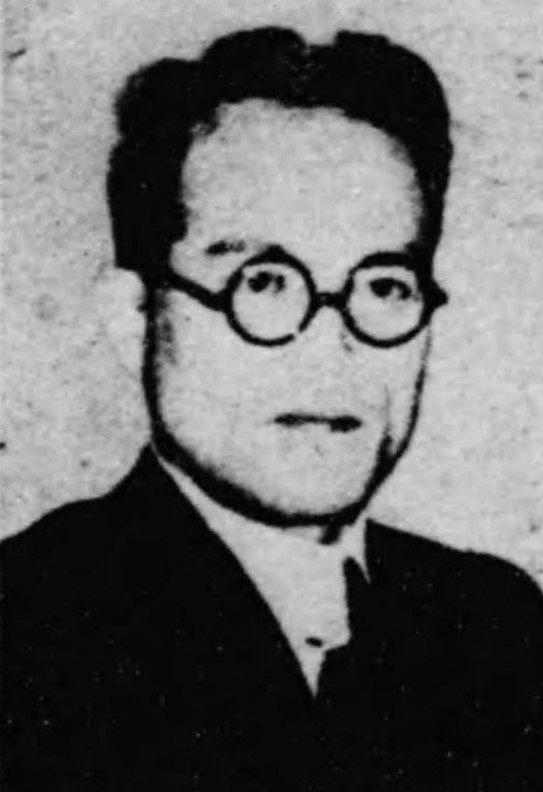
片島港

片島 港（かたしま みなと、1910年（明治43年）4月9日 - 1996年（平成8年）8月1日）は、日本の労働運動家、実業家、政治家。衆議院議員（6期）。

## 経歴
宮崎県東臼杵郡北郷村（現美郷町）で生まれた。1934年（昭和9年）逓信官吏練習所第二部行政科を卒業した。
郵便局書記補、逓信属、逓信省総務局養成係長、逓信事務官などを歴任。その後、全逓（のちの日本郵政公社労働組合）中央執行委員、全国労働組合会議組織部長、官業労働研究所理事などを務めた。
1947年（昭和22年）4月の第23回衆議院議員総選挙に宮崎県第1区から日本社会党公認で出馬して初当選。第24回、第25回総選挙では落選した。1953年（昭和28年）4月の第26回総選挙で再選され、その後、第30回総選挙まで当選し、衆議院議員に通算6期在任した。この間、衆議院逓信委員長、畑地農業改良促進対策審議会委員、国土総合開発審議会委員、社会党選挙対策副委員長、同九州開発特別委員会副委員長、同軍事基地対策委員長、同代議士会副会長などを務めた。その後、第31回総選挙に立候補したが次点で落選した。
後に、日本通信サービス社長、通信建築研究所社長を務めた。
1980年（昭和55年）春の叙勲で勲二等瑞宝章受章。1981年（昭和56年）3月28日紺綬褒章受章、寄付の功績顕著として賞杯を併せて賜った。
1996年（平成8年）8月1日、脳梗塞のため東京都杉並区の東京衛生病院で死去、86歳。死没日をもって正四位に叙される。

## 著作
- 『社会党員の告白』労働問題研究会、1948年。